# Roudnický oltář
Roudnický oltář je trojdílný oltářní nástavec z proboštského kostela v Roudnici nad Labem, jeden z nejstarších kompletně dochovaných gotických retáblů z doby kolem r. 1410-1420. Je vystaven ve stálé expozici Národní galerie v Praze.

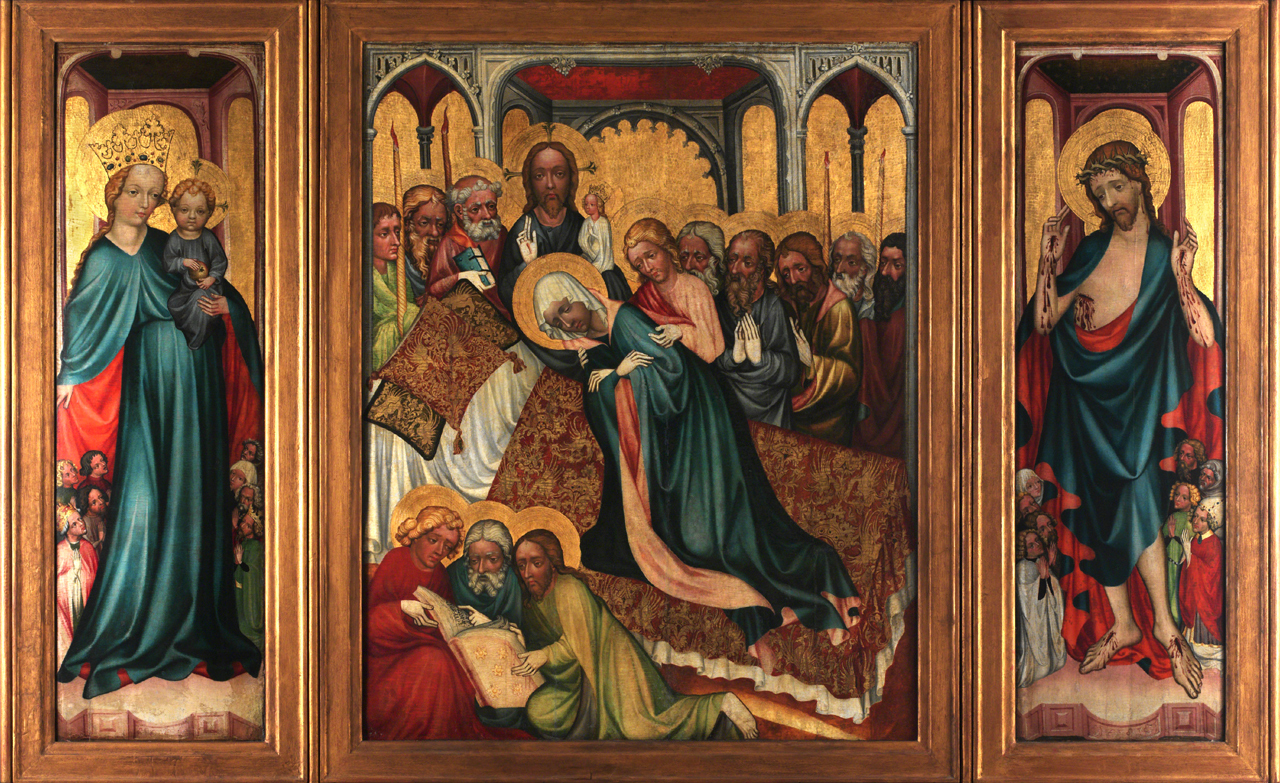
Roudnický oltář (1410-1420), Národní galerie v Praze

## Historie
Roudnický triptych se Smrtí Panny Marie byl pravděpodobně určen pro klášterní kostel Narození Panny Marie augustiniánů kanovníků v Roudnici nad Labem. Zde přetrval vyplenění kláštera Žižkovým vojskem roku 1421. Není však ani vyloučeno, že byl zhotoven v Praze pro některého vzdělaného měšťana a do Roudnice se dostal až po husitských válkách. V roudnickém kostele byl nalezen ve formě samostatně zavěšených desek a poprvé je zmiňován v 19. století J. E. Wocelem.  Roku 1928 byl zakoupen pro Obrazárnu Společnosti vlasteneckých přátel umění a byl zrestaurován pro výstavní účely.
Spojení desek do jednoho celku navrhl Karel Chytil (1906). Ten také ztotožnil krále klečícího u nohou Panny Marie s Václavem IV. a vznik obrazu datoval do posledního desetiletí 14. století.
Z novodobého podrobného technologického průzkumu vyplývá, že oltář vznikl v době před vypuknutím husitských bouří a je tak po oltáři z Mühlhausenu  a malém oltáříku - tzv. Cibulkově triptychu pravděpodobně nejstarším kompletně dochovaným českým křídlovým oltářem.

## Popis a zařazení
Obrazy jsou malovány temperou na křídovém podkladě, na deskách z lipového dřeva. Střední panel je potažen plátnem, vnější křídla s křídovým podkladem na dřevě, rámování je nepůvodní. Střední deska má rozměry 147 x 118,5 cm, stejně vysoká křídla jsou široká 45 cm (s původním rámem dochovaným do 19. stol. měla šíři 75 cm). Podkresba je štětcová i rytá, jako pojidlo barevných lazur byl užit také lněný olej.
Ústřední scéna se Smrtí Panny Marie představuje příklad tzv. Dobré smrti a z Čech se později tato kompozice rozšířila i do okolních zemí. Zobrazuje Marii klečící na lůžku při poslední modlitbě, provázenou apoštoly v čele se sv. Petrem. Vpředu je skupina tří klečících apoštolů s knihou. Bohatě zdobený přehoz lůžka s brokátovým vzorem na zlaceném podkladu dílo pojí s Norimberskou malbou. Pozadí je zlacené, v horní části doplněno gotickou architekturou.
Na levém křídle je Madona ochranitelka s korunou na hlavě a rozevřeným modrým ochranným pláštěm, pod nímž klečí na každé straně skupiny čtyř prosebníků. V popředí vlevo je papež s tiárou, vpravo král s korunou v dobovém šatě (patrně Václav IV.) a za nimi zástupci různých stavů. Je zřejmé, že objednavatel pocházel z katolického (nikoli reformního) prostředí.
Na pravém křídle je zobrazen Kristus Trpitel s odkrytými ranami, rovněž s ochranným pláštěm, pod nímž se ukrývá osm prosebníků. V popředí klečí vpravo mladý biskup v pluviálu a s mitrou, vlevo mladý kanovník v albě, která připomíná premonstrátský nebo augustiniánský plášť. Motiv Krista Ochranitele je zcela unikátní a kromě jedné iluminace a jedné nástěnné malby v Jižním Tyrolsku nemá žádnou ikonografickou obdobu.
Na zadní straně křídel je zobrazen Kristus Trpitel s bederní rouškou a odznaky umučení a Bolestná Panna Maria s bílou rouškou na hlavě. V dolní části obou obrazů jsou klečící postavy neznámých donátorů - vpravo měšťan se čtyřmi syny, vlevo jeho manželka se čtyřmi dcerami. Obrazy na zadní straně oltáře jsou patrně dílem mladšího pomocníka. Vyznačují se výraznějším koloritem a větší dramatičností ve znázornění duševního stavu a tělesného utrpení, které je typické pro následující etapu gotické malby.
Roudnický oltář patří k nejdůležitějším památkám českého malířství pozdního krásného slohu. Projevuje se v něm značný formalismus v organizaci kompozice i drapérií a ustálená typika tváří. Stylově i časově je nejblíže tzv. Kapucínskému cyklu, Ambraskému náčrtníku s poprsími světců a zástupců jednotlivých stavů(1410-1412) nebo kresbě Jana Evangelisty (Městský archiv Brno). Z knižní malby je mu typikou tváří a modelací drapérií nejblíže kánonový list Hasemburského misálu (1409), Gelnhausenův kodex z Jihlavy, Vídeňský misál (po 1411) a mettenská Bible chudých (1414-1415).
Stylizace, znehybnění a plošné rozvržení figur, slavnostní a obřadné pojetí výjevu, dekorativnost a hojné užití zlacení a ornamentů souvisí s církevně reprezentativní funkcí obrazu. Zobrazení Krista ve scéně Smrt Panny Marie (typ Veraikonu) je charakteristické pro byzantinizující tendence českého malířství v pozdním období krásného slohu. Postava Panny Marie s oblečeným Ježíškem a znázornění tváří upomíná na starší malířský styl z okruhu Mistra Theodorika.
Neobvyklým prvkem, který odpovídá zjitřené religiozitě předhusitského období, nebo souvisí s morovými ranami (1414, 1439), je zdvojený motiv intercese - Madona Ochranitelka spolu s Bolestným Kristem jako ochráncem na oltářních křídlech. Přenos úcty z Panny Marie též na Krista odpovídá požadavkům husitské reformní teologie. Prvotní funkcí oltáře, který byl po většinu roku zavřený, byla úloha epitafu rodiny donátora s osmi dětmi.

### Příbuzná díla
- Kapucínský cyklus
- Svojšínská madona
- Zlatokorunská madona